# Jorge Luis de Holstein-Gottorp
Jorge Luis de Holstein-Gottorp (16 de marzo de 1719 - 7 de septiembre de 1763) fue un teniente general prusiano y un mariscal de campo de la Rusia imperial.
Fue el hijo menor de Cristián Augusto de Holstein-Gottorp, Príncipe de Eutin, y su esposa Albertina Federica de Baden-Durlach. Se unió al ejército prusiano en 1741 y fue nombrado mayor general en 1744. En la Guerra de los Siete Años sirvió bajo el comandamiento del mariscal de campo Johann von Lehwaldt donde fue promovido a teniente general. En 1761 luchó en la batalla de Torgau después de la cual fue destituido por Federico el Grande por no ser lo bastante rápido. Entonces sirvió para Pedro III de Rusia, su primo segundo, y se convirtió en mariscal de campo el 21 de febrero de 1762. Debido a la revolución del 4 de junio de 1762, encabezada por su sobrina Catalina la Grande, perdió su puesto y retornó a Kiel donde murió poco después.

## Familia

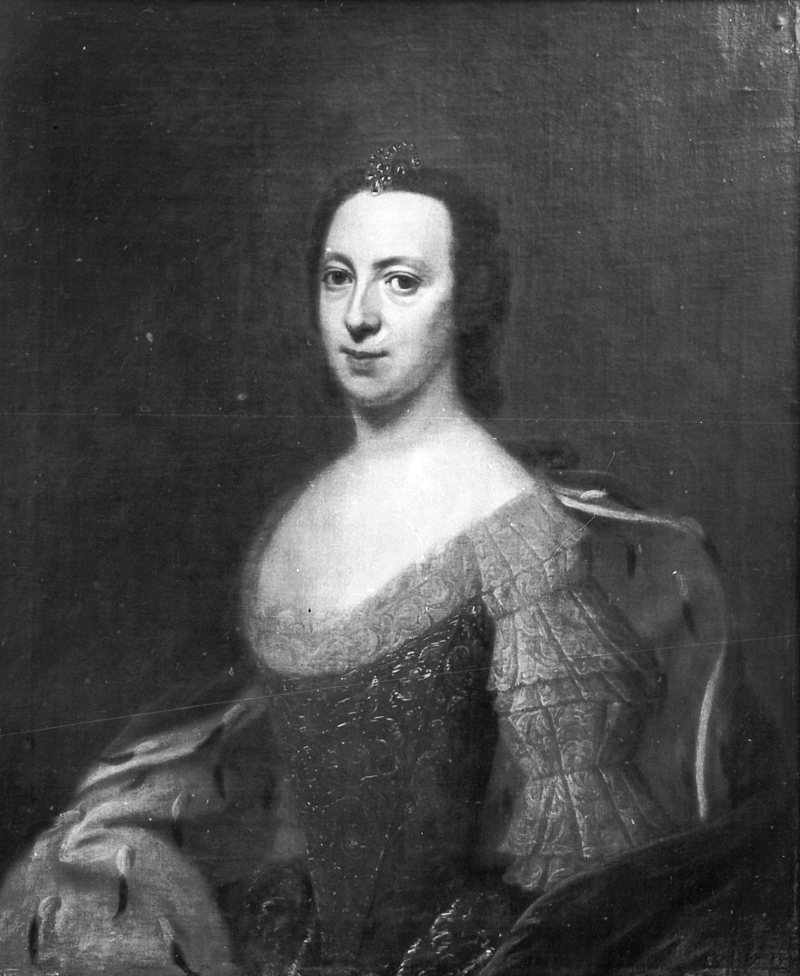
Retrato de Sofía Carlota de Schleswig-Holstein-Sonderburg-Beck, por Dominicus van der Smissen.

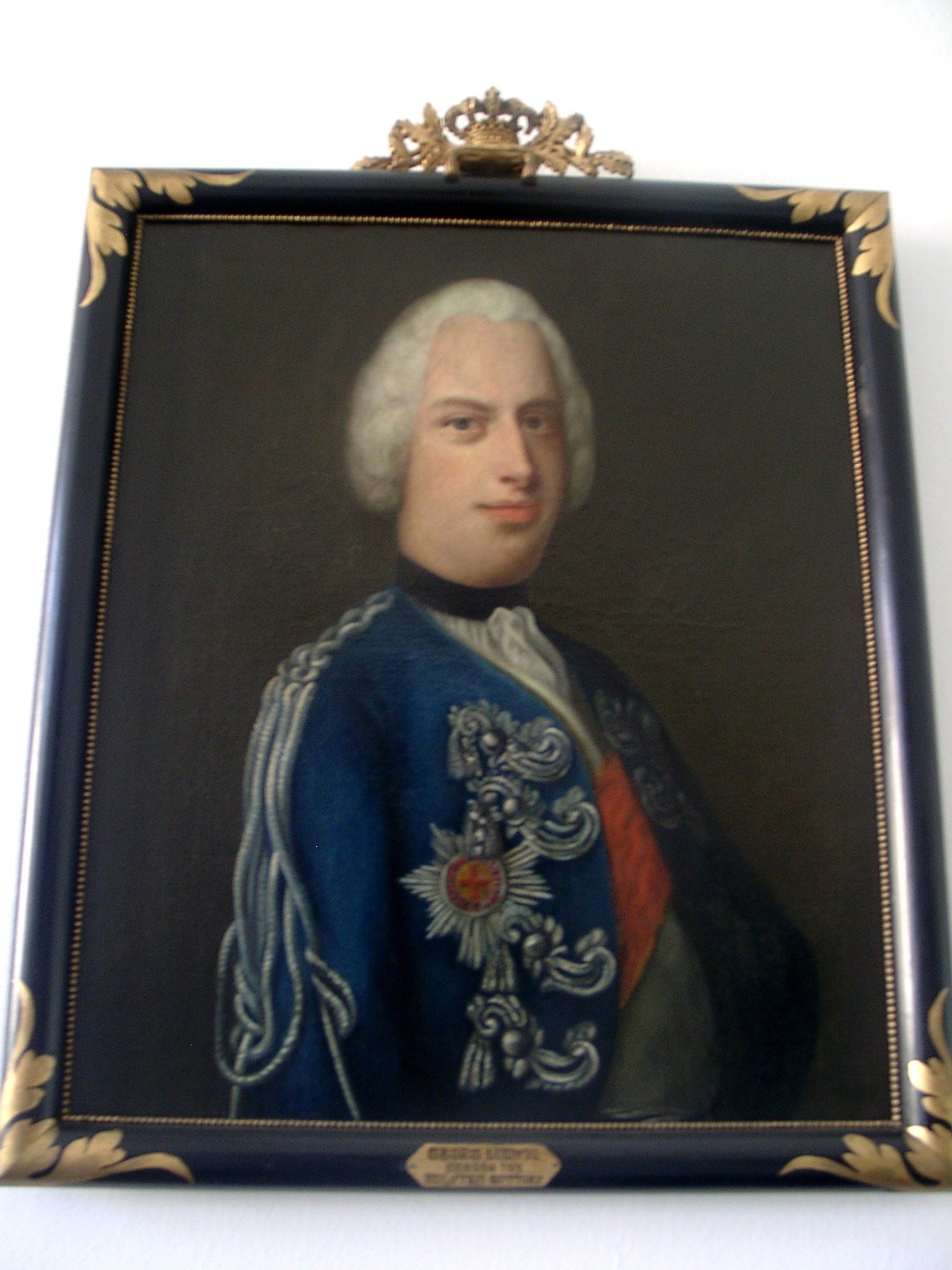
Jorge Luis de Holstein-Gottorp, Retrato en el Castillo de Eutin.

Jorge Luis contrajo matrimonio con Sofía Carlota de Schleswig-Holstein-Sonderburg-Beck en 1750. Ella era la hija del Duque Federico Guillermo II de Schleswig-Holstein-Sonderburg-Beck. Tuvieron tres hijos:
- Federico (1751-1752), fallecido en la infancia;
- Guillermo (1753-1772), murió joven, sin matrimonio;
- Pedro (1755-1823), quien sirvió como regente en nombre de su primo antes de llegar a ser en último término Gran Duque de Oldemburgo.

Sofía murió el 7 de agosto de 1763, exactamente un mes antes que su esposo.